# Tenthredo amoena
Tenthredo amoena är en stekelart som beskrevs av Johann Ludwig Christian Gravenhorst 1807. Tenthredo amoena ingår i släktet Tenthredo, och familjen bladsteklar. Arten är reproducerande i Sverige.